# Jocelyn Aracena
Jocelyn Aracena, más conocida como Anis, (Valparaíso, 1988) es una muralista chilena.

## Biografía y trayectoria
Nacida en Valparaíso, Aracena se formó autodidácticamente en la pintura urbana desde el año 2000, a sus 12 años de edad, y estudió ilustración en Duoc UC. Es cofundadora de Muchachitas Pintoras, un colectivo de mujeres muralistas para combatir la violencia contra las mujeres.
Ha ilustrado para festivales y publicaciones editoriales, como también pintando en grandes formatos monumentales en el plano del arte urbano, como en el Barrio Bellavista y en el edificio corporativo de la Asociación Chilena de Seguridad, ambos en Santiago. En 2015 ganó el concurso HEC3 para pintar un mural (Universos diversos: Ciclos en el McAro y microcosmos) en el Museo a Cielo Abierto en San Miguel en el contexto del festival chileno "Hecho en Casa".
Su obra suele ser protagonizada por mujeres y elementos de la naturaleza, que buscan visibilizar mensajes como la igualdad de género y el cuidado del medioambiente.
En 2022 presentó Una sola flor, una intervención artística de 380 metros cuadrados en la salida norte de la estación Universidad Católica, y que forma parte de la colección MetroArte del Metro de Santiago.
Ese mismo año formó parte de Graffiti, una colección de poleras liderada por la iniciativa Talento Local y diseñadas para Falabella.